# Filipe Nyusi
Filipe Nyusi (født 9. februar 1959) er en politiker fra Mozambique, der har været Mozambiques præsident siden 2015. Han er medlem af partiet FRELIMO, som har styret Mozambique siden uafhængigheden i 1975.